# Iwami
Iwami (jap. 岩美町 Iwami-chō) – miasto w Japonii, na wyspie Honsiu, w prefekturze Tottori. Według danych na rok 2020 miejscowość zamieszkiwało 10 799 mieszkańców , a gęstość zaludnienia wyniosła 88,3 os./km².